# Attus miniaceus
Attus miniaceus är en spindelart som beskrevs av Władysław Taczanowski 1871 [1872. Attus miniaceus ingår i släktet Attus och familjen hoppspindlar. Inga underarter finns listade.